# 羅德曼科納 (印第安納州)
羅德曼科納（英語：Roadman Corner）是位於美國印第安納州克萊縣的一個非建制地區。該地的面積和人口皆未知。

## 地理
羅德曼科納的座標為39°28′27″N 87°02′02″W / 39.47417°N 87.03389°W，而該地的平均海拔高度為202米（即663英尺）。